# Mateusz Górski
Mateusz Górski (ur. 24 lutego 1996 w Opolu) – polski aktor filmowy i telewizyjny.

## Życiorys
W 2020 roku ukończył studia na Wydziale Aktorskim Akademii Sztuk Teatralnych w Krakowie. 
W 2021 roku zagrał główną rolę Wiktora Liwandowskiego w serialu Polsat Box Go i Polsatu pt. Mental w reż. Kordiana Kądziela oraz Grzegorza Przemyka w filmie Żeby nie było śladów.

## Filmografia
| Rok  | Tytuł                    | Rola                   | Uwagi           |
| ---- | ------------------------ | ---------------------- | --------------- |
| 2018 | Ułaskawienie             | kapral                 |                 |
| 2018 | Drogi wolności           | recepcjonista          | odc. 1          |
| 2018 | O mnie się nie martw     | Sławek Walasek         | odc. 109        |
| 2019 | Ultraviolet              | Natan                  | odc. 21         |
| 2021 | Żeby nie było śladów     | Grzegorz Przemyk       |                 |
| 2022 | Mental                   | Wiktor Liwandowski     |                 |
| 2022 | Dzielnica strachu        | Paweł Stolarczyk       | odc. 116        |
| 2022 | Krakowskie potwory       | Antoni                 |                 |
| 2023 | Pierwsza miłość          | „Kula”, złodziej       | odc. 3534, 3536 |
| 2023 | Krejzi patrol            | obsada aktorska        | odc. 38         |
| 2023 | Kryminalne zagadki Mazur | Oskar                  |                 |
| 2023 | Fanfik                   | Arek, kumpel „Młodego” |                 |
| 2024 | Prześwit                 | Zygmunt                |                 |